# می رابسون
می رابسون (انگلیسی: May Robson; ۱۹ آوریل ۱۸۵۸ – ۲۰ اکتبر ۱۹۴۲) یک هنرپیشه اهل ایالات متحده آمریکا بود.

## فیلم‌شناسی
از فیلم‌ها یا برنامه‌های تلویزیونی که وی در آن نقش داشته است می‌توان به بزرگ کردن کودک، خانمی برای یک روز، آنا کارنینا، آلیس در سرزمین عجایب، چهار دختر، شیکاگو اشاره کرد.

## نگارخانه

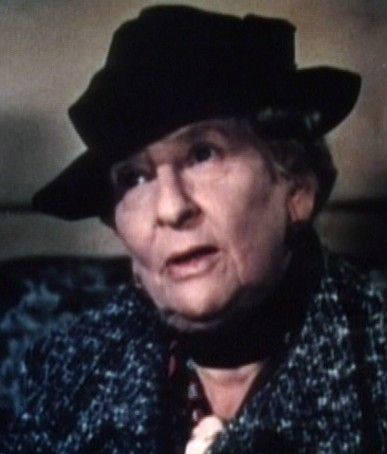
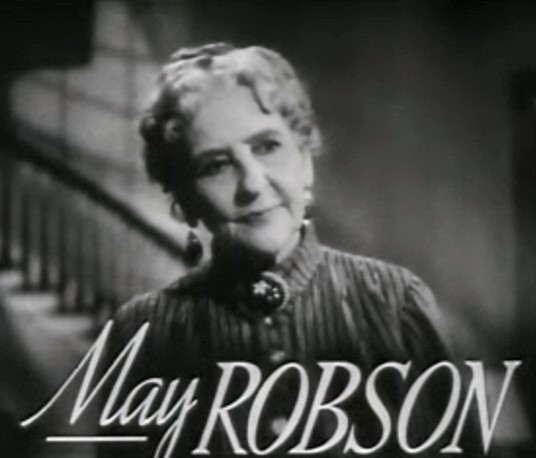